# Kanton Fort-de-France-7
Der Kanton Fort-de-France-7 war ein Kanton im französischen Übersee-Département Martinique im Arrondissement Fort-de-France. Er umfasste einen Teil des Hauptortes Fort-de-France.
Vertreter im Generalrat des Départements war seit 2008 Christian Edmond-Mariette.